# Dryadella verrucosa
Dryadella verrucosa är en orkidéart som beskrevs av Carlyle August Luer och Rodrigo Escobar. Dryadella verrucosa ingår i släktet Dryadella och familjen orkidéer. Inga underarter finns listade i Catalogue of Life.